# کورتولوس اوزتورک
کورتولوس اوزتورک (ترکی استانبولی: Kurtuluş Öztürk؛ زادهٔ ۷ آوریل ۱۹۸۰) بازیکن فوتبال است.
وی همچنین در تیم‌های ملی فوتبال Turkey national under-17 football team و جوانان ترکیه بازی کرده‌است.